# Behnkendorf
Behnkendorf ist ein Ortsteil der Gemeinde Sundhagen im Landkreis Vorpommern-Rügen.

Behnkendorf zwischen 1880 und 1920

## Geografie und Verkehr
Behnkendorf liegt 12,5 km südlich der Stadt Stralsund, 11 km nordöstlich von Grimmen und 19,5 km nordwestlich von Greifswald. Östlich des Ortes verläuft die vierstreifig ausgebaute Autostraße B 96. Der Anschluss Stralsund der A 20 ist 15 km entfernt. Östlich des Ortes verläuft seit 1863 die Bahnstrecke Greifswald–Stralsund und weiter östlich die ehemalige Bundesstraße 96, die jetzige Bundesstraße 105.

## Geschichte
Behnkendorf wurde zusammen mit Ahrendsee am 8. März 1304 erstmals in einer Kaufurkunde urkundlich erwähnt.
Im Jahr 1323 gehörte dem Hospital St. Spiritus in Stralsund das Dorf Ahrendsee. Es besaß auch die hohe Gerichtsbarkeit über das ganze Dorf.
In den einschlägigen Karten wurde Behnkendorf erst spät dargestellt. Im preußischen Urmesstischblatt (PUM) von 1835 ist der Ort nicht verzeichnet. Seine jetzige Position gehörte zu Groß Behnkenhagen. Auch im Messtischblatt (MTB) von 1880 wurde es als Gut Klein Behnkenhagen verzeichnet.
Auch die staatliche Statistik von 1871 kennt weder Ortschaft noch Gutsbezirk namens Behnkendorf.
1920 wurde Behnkendorf erstmals in den Karten (MTB 1920) als eigenständiger Ort mit einem nordwestwärts gelegenen Vorwerk verzeichnet. Die Ansiedlung bestand aus einem kleinen Gutshof und einem Straßendorf in Richtung von Klein Behnkenhagen.
Nach der Bodenreform von 1945 blieb der Hof im Ort zwar erhalten, aber es entstanden mehrere Neubauernhöfe. Das 1 km nordwestwärts gelegene Vorwerk fiel wüst. Im Süden des Ortes entstand ein kleiner LPG-Komplex.
Am 1. Juli 1950 wurde die bis dahin eigenständige Gemeinde Hildebrandshagen eingegliedert.
Behnkendorf gehörte zum Land Mecklenburg, ab dem 25. Juli 1952 zum Bezirk Rostock und ab dem 3. Oktober 1990 zum Land Mecklenburg-Vorpommern. Es lag bis zum 11. Juni 1994 im Landkreis Grimmen in dessen jeweiligem Gebietszuschnitt und anschließend im Landkreis Nordvorpommern.
Die Gemeinde Behnkendorf schloss sich am 7. Juni 2009 mit den Gemeinden Brandshagen, Horst, Kirchdorf, Miltzow, Reinberg und Wilmshagen zur Gemeinde Sundhagen zusammen. Sie bestand aus den Ortsteilen Ahrendsee, Groß-Behnkenhagen, Hildebrandshagen (Eingemeindung am 1. Juli 1950), Klein-Behnkenhagen und Behnkendorf.

## Sehenswürdigkeiten
- Gutshof Groß Behnkenhagen

→ Siehe auch Liste der Baudenkmale in Sundhagen